# اسکات بوث
اسکات بوث (هلندی: Scott Booth؛ زادهٔ ۱۶ دسامبر ۱۹۷۱) یک بازیکن فوتبال اهل اسکاتلند بوده است.

## تیم ملی
وی سابقه بازی برای تیم‌های باشگاه فوتبال آبردین، باشگاه فوتبال بروسیا دورتموند، باشگاه فوتبال اوترخت، ویتس‌آرنهم و توئنته در کارنامه دارد.
وی همچنین ۲۲ بازی ملی برای تیم ملی فوتبال اسکاتلند در کارنامه دارد.